# Śląskie Kamienie
Śląskie Kamienie (cz.  Dívčí kameny, niem.  Mädelsteine lub Mädelkamm, Panieńskie skały, Panieńskie Kamienie, 1413 m n.p.m.) – szczyt w Sudetach Zachodnich, w paśmie Karkonoszy (Śląski Grzbiet). 
Szczyt znajdują się mniej więcej w połowie drogi między Petrovą boudą a Czarną Przełęczą. Wraz z leżącymi na zachód Czeskimi Kamieniami tworzą rozległą kulminację grzbietu. Przez Śląskie Kamienie przebiega granica między Polską a Czechami.
Tę samą nazwę nosi grupa skał na szczycie – Śląskie Kamienie.

## Budowa, roślinność, ochrona przyrody
Pod względem geologicznym jest to masyw zbudowany z granitu karkonoskiego. 
Szczyt porośnięty kosodrzewiną, niżej na zboczach górnoreglowe lasy świerkowe.
Wzniesienie położone jest na obszarze Karkonoskiego Parku Narodowego oraz czeskiego Karkonoskiego Parku Narodowego (czes. Krkonošský národní park, KRNAP).

## Legenda
Legenda mówi o śmierci młodej dziewczyny w miejscu Śląskich Kamieni – stąd czeska i niemiecka nazwa Dívčí kameny/Mädelsteine (Kamienie Dziewczęce).

## Turystyka
Przez Śląskie Kamienie prowadzi szlak turystyczny:
- czerwony fragment  Głównego Szlaku Sudeckiego (Droga Przyjaźni Polsko-Czeskiej) ze Szklarskiej Poręby do Karpacza przez Śląski Grzbiet[1].